# Савін Сергій Миколайович
Сергі́й Микола́йович Са́він (17 липня 1924, місто Бєлозерськ, тепер Вологодської області, Російська Федерація — 16 січня 1990, місто Воронеж, Російська Федерація) — радянський діяч, новатор виробництва, слюсар-електромонтажник, бригадир слюсарів-електромонтажників Воронезького заводу радіодеталей. Кандидат у члени ЦК КПРС у 1971—1981 роках. Член ЦК КПРС у 1981—1986 роках. Депутат Верховної ради РРФСР 10—11-го скликань. Герой Соціалістичної Праці (29.07.1966).

## Життєпис
У 1942 році закінчив середню школу міста Бєлозерська Вологодської області.
У 1942—1950 роках — служба на Військово-морському флоті СРСР. Учасник німецько-радянської війни. У жовтні 1944 року — старший радист торпедного катера № 230 (ТКА-230) 3-го дивізіону торпедних катерів Червонопрапорної бригади торпедних катерів Північного флоту, старший червонофлотець.
У 1950—1955 роках — радист, слюсар Бєлозерського ліспромгоспу Вологодської області.
Член ВКП(б) з 1951 року.
У 1955—1977 роках — електромеханік, слюсар-електромонтажник, у листопаді 1977 — 1989 року — бригадир слюсарів-електромонтажників Воронезького заводу радіодеталей Воронезької області.
Указом Президії Верховної Ради СРСР («закритим») від 29 липня 1966 роки за видатні заслуги у виконанні плану 1959—1965 років і створення нової техніки Савіну Сергію Миколайовичу присвоєно звання Героя Соціалістичної Праці з врученням ордена Леніна і золотої медалі «Серп і Молот».
З 1989 року — персональний пенсіонер у Воронежі.
Помер 16 січня 1990 року в місті Воронежі. Похований у Воронежі на алеї Героїв Комінтернівського цвинтаря.

## Нагороди і звання
- Герой Соціалістичної Праці (29.07.1966)
- орден Леніна (29.07.1966)
- орден Жовтневої Революції (25.03.1974)
- орден Вітчизняної війни І ст. (11.03.1985)
- орден Вітчизняної війни II ст. (2.11.1944)
- орден Трудової Слави II ст. (30.07.1984)
- орден Трудової Слави III ст. (8.06.1977)
- медалі